# Пуркан (Альборз)
Пурка́н (перс. پورکان‎) — село на севере Ирана, в остане Альборз. Входит в состав шахрестана Кередж. Является частью дехестана (сельского округа) Адеран бахша Асара.

## География
Село находится в восточной части Альборза, в горной местности южной части Эльбурса, в долине реки Кередж, на расстоянии приблизительно 4 километров к северо-востоку от Кереджа, административного центра провинции. Абсолютная высота — 1532 метра над уровнем моря.

## Население
По данным переписи 2006 года население села составляло 360 человек (189 мужчин и 171 женщина). В Пуркане насчитывалось 114 домохозяйств. Уровень грамотности населения составлял 80,56 %. Уровень грамотности среди мужчин составлял 83,07 %, среди женщин — 77,78 %.